# Episinus bicruciatus
Episinus bicruciatus är en spindelart som först beskrevs av Simon 1895.  Episinus bicruciatus ingår i släktet Episinus och familjen klotspindlar. Inga underarter finns listade i Catalogue of Life.